# Picot pitgroc
El picot pitgroc (Sphyrapicus varius) és una espècie d'ocell de la família dels pícids (Picidae) que habita els boscos caducifolis de l'Amèrica del Nord, des de l'est d'Alaska, sud-oest de Yukon i nord-est de la Colúmbia Britànica, cap a l'est, a través del sud del Canadà fins Labrador i Terranova i cap al sud fins a Dakota del Sud, nord-est de Missouri, Illinois, nord-oest d'Indiana, nord d'Ohio, oest de Pennsilvània, sud de Nova Anglaterra, est de Tennessee i oest de Carolina del Nord.